# Чамлык (приток Битюга)
Чамлык — река в России, правый приток реки Битюг.
Бассейн Дона. Длина 54 км, площадь бассейна 518 км². Исток реки находится возле деревни Чемлык Мордовского района Тамбовской области, устье — у села Талицкий Чамлык Добринского района Липецкой области. Течёт с северо-востока на юго-запад по Тамбовской и Липецкой областям (преимущественно по границе между ними). Высота устья — 118,5 м над уровнем моря.
Имеет правый приток — ручей Плота.
«Чалма» (тюрк.) означает сосна, поэтому название Чамлык значит река, текущая через сосны.
По реке получили названия деревня Чамлык Мордовского района Тамбовской области, сёла Талицкий Чамлык, Чамлык-Никольское Добринского района Липецкой области.
По берегам реки расположен ряд археологических памятников.
22 марта 1921 году на берегах реки потерпела поражение 1-я антоновская армия под командованием И. С. Колесникова.